# Melanocinclis
Melanocinclis is een geslacht van vlinders uit de familie prachtmotten (Cosmopterigidae).

## Soorten
- M. gnoma Hodges, 1978
- M. lineigera Hodges, 1962
- M. nigrilineella (Chambers, 1878)
- M. sparsa Hodges, 1978
- M. vibex Hodges, 1978